# Huss – Verbrechen am Fjord
Huss – Verbrechen am Fjord (internationaler Titel Huss) ist eine schwedisch-deutsche Fernsehserie von Jörgen Bergmark mit Karin Franz Körlof als Polizeianwärterin Katarina Huss und Anders Berg als ihr Vorgesetzter Johan Jansson. Als Headautor fungierte Jörgen Bergmark. Die Originalfassung wurde ab dem 19. März 2021 auf der Streaming-Plattform Viaplay veröffentlicht. Die Erstausstrahlung im ZDF erfolgte ab dem 2. Mai 2021. Am Tag der Ausstrahlung wurden die Folgen vorab als ZDFneoriginal in der ZDFmediathek veröffentlicht.

## Handlung
Katarina Huss, genannt Kati, ist eine junge Polizeianwärterin, die trotz des Widerstands ihrer Mutter, der Ermittlerin Irene Huss, in den Polizeidienst eintritt und als Streifenpolizistin in Göteborg ihren Dienst antritt.
Unter anderem trifft sie bei einem ihrer Einsätze auf den zwölfjährigen Senad, der in Waffengeschäfte verwickelt ist und für eine organisierte Gruppe, die vor allem Jugendbanden mit Waffen beliefert, arbeitet. Nach mehreren Toten bekommt Kati die Gelegenheit, an der Seite des erfahrenen Polizisten Darius in einem Mordfall im Umfeld der Jugendbanden zu ermitteln.
Ihre Kollegen und insbesondere ihr Vorgesetzter Johan Jansson sind davon wenig begeistert, vor allem nachdem diese herausfinden, dass Kati die Tochter der stellvertretenden Chefin der Polizeidienststelle ist. Sie nehmen an, dass Kati es ihrer Mutter zu verdanken hat, dass sie in die Mordermittlungen eingebunden wurde.

## Besetzung und Synchronisation
Die deutschsprachige Synchronisation übernahm die Iyuno Germany. Das Dialogbuch schrieben Arian Raschidi und Beate Gerlach, die auch Dialogregie führte.
| Rolle                | Darsteller              | Synchronsprecher      |
| -------------------- | ----------------------- | --------------------- |
| Katarina „Kati“ Huss | Karin Franz Körlof      | Kristina von Weltzien |
| Irene Huss           | Kajsa Ernst             | Anne Moll             |
| Johan Jansson        | Anders Berg             | Robert Glatzeder      |
| Darius Kiani         | Kardo Razzazi           | Matti Klemm           |
| Robert Björkemyr     | Filip Berg              | Jaron Löwenberg       |
| Paul Kieri           | Victor Ståhl Segerhagen | Marc Bluhm            |
| Mia Modin            | Tove Wiréen             | Almut Zydra           |

## Produktion und Hintergrund
Während in der Serie Irene Huss, Kripo Göteborg, basierend auf den Figuren der Irene-Huss-Reihe der Autorin Helene Tursten, die Rolle der Irene Huss von 2007 bis 2011 von Angela Kovács verkörpert wurde, übernahm diese Rolle in dieser Serie Kajsa Ernst.
Ursprünglich planten die Produzenten ein Prequel, analog zu Der junge Wallander, in dem die jungen Jahre der Irene Huss behandelt werden sollten. Später entschieden sich die Drehbuchautoren,  Irenes Tochter in den Mittelpunkt zu stellen. Hintergrund sind historische Ereignisse wie die Ausschreitungen im Umfeld des EU-Gipfels von Göteborg 2001.
Die Dreharbeiten fanden in Göteborg statt. Produziert wurde die Serie von der schwedischen Yellow Bird (Produzent: Daniel Gylling) in Koproduktion mit dem ZDF und ZDF Enterprises. Für das Kostümbild war Sara Pertmann verantwortlich, für das Szenenbild Elle Furudahl und für das Casting Svante Åhman.
Am 4. Juni 2021 wurde die erste Staffel auf DVD veröffentlicht.

## Episodenliste
| Nr. (ges.) | Nr. (St.) | Deutscher Titel  | Originaltitel | Erstausstrahlung Schweden | Deutschsprachige Erstausstrahlung (DE) | Regie           | Drehbuch                                                                        | Zuschauer (D) |
| ---------- | --------- | ---------------- | ------------- | ------------------------- | -------------------------------------- | --------------- | ------------------------------------------------------------------------------- | ------------- |
| 1          | 1         | Bewährungsproben | Aspiranterna  | 19. März 2021             | 2. Mai 2021                            | Jörgen Bergmark | Jörgen Bergmark, Peter Lindblom, Stefan Thunberg                                | 2,68 Mio.     |
| 2          | 2         | Vergeltung       | Korrigeringen | 26. März 2021             | 9. Mai 2021                            | Jörgen Bergmark | Jörgen Bergmark, Peter Lindblom, Stefan Thunberg, Anders de la Motte            | 2,61 Mio.     |
| 3          | 3         | Geiselnahme      | Gisslan       | 2. Apr. 2021              | 16. Mai 2021                           | Annika Appelin  | Jörgen Bergmark, Peter Lindblom, Katarina Ewers, Hans Jörnlind, Stefan Thunberg |               |
| 4          | 4         | Neue Freunde     | Sveket        | 9. Apr. 2021              | 23. Mai 2021                           | Annika Appelin  | Jörgen Bergmark, Peter Lindblom, Anna Platt, Katarina Ewers, Stefan Thunberg    | 4,55 Mio.     |
| 5          | 5         | Der vierte Mann  | Kravallerna   | 16. Apr. 2021             | 30. Mai 2021                           | Jörgen Bergmark | Jörgen Bergmark, Peter Lindblom, Katarina Ewers, Stefan Thunberg                | 2,69 Mio.     |

## Rezeption
Eric Leimann befand im Weser Kurier, dass die realistische Sichtweise auf den Polizeidienst diese Serie von anderen, nach Schema F gestrickten Schwedenkrimis abhebe. Aus dem Blickwinkel von Kati erlebe der Zuschauer erstaunlich realistisch die Ängste und Probleme junger Beamter. Auch Göteborg und der eher raue Charme dieser Stadt sei eher naturalistisch denn stylisch eingefangen, was das Betrachten der Reihe zu einer durchaus erfrischenden Angelegenheit mache und eine neue Qualität sowie Krimifarbe ins ZDF-Programm bringe.
Sabrina Lohninger schrieb in der österreichischen Programmzeitschrift TV-Media, dass in den fünf Folgen jeweils ein Kriminalfall behandelt wird, und zwar „unaufgeregt, kurzweilig und recht spannend mit einem Blick auf den Alltag der schwedischen Polizeiarbeit, die nicht immer schwarz oder weiß ist“.
Oliver Armknecht vergab auf film-rezensionen.de 7 von 10 Punkten. Bei den eigentlichen Kriminalfällen sei zwar noch Luft nach oben. Dafür sei die Serie ein moralisch ambivalentes, ruhiges Charakterporträt und zeige, wie eine junge Polizistin zwischen Erwartungen und Gruppenzwang ihren eigenen Weg sucht.